# ビジャヌエバ・デ・ロス・インファンテス (シウダー・レアル県)
ビジャヌエバ・デ・ロス・インファンテス（Villanueva de los Infantes）は、スペイン・カスティーリャ＝ラ・マンチャ州、シウダー・レアル県のムニシピオ（基礎自治体）。カンポ・デ・モンティエル地区（Campo de Montiel）の中心自治体である。

## 地理

### 人口
| ビジャヌエバ・デ・ロス・インファンテスの人口推移 1900－2010 |
|                                                             |
| 出典:INE（スペイン国立統計局）1900年 - 1991年、1996年 -     |

## 歴史
ビジャヌエバ・デ・ロス・インファンテスの領域にイベリア系オレタニア人（Oretano）や、ローマ帝国前期や後期にはローマ人が居住していた多くの証拠が残されている。しかし、ローマ帝国末期から中世初期については何も残されていない。
村落としてのビジャヌエバ・デ・ロス・インファンテスはラ・モラレッハ、ハミーラ、エル・カスティージョ・デ・ペニャフロールの住民たちによってはじまったと考えられている。
ラ・モラレッハはモンティエルに属していた集落で、サンティアゴ騎士団長でアラゴン王国の王子（Infante）のドン・エンリーケ・デ・トラスタマラ（Enrique de Trastámara）によって特権を与えられ、1421年2月10日に独立、村となった。このときエンリーケ・デ・トラスタマラは特権とともに村に名を与えている。与えた名はビジャヌエバ・デル・インファンテ（Villanueva del Infante、王子の新しい村の意、王子とはエンリーケ・デ・トラスタマラのこと）であるが、エンリーケ・デ・トラスタマラの敵たちは、その名を認めなかった。1480年騎士団長アロンソ・デ・カルデナスは論争を終えらせるために、ビジャヌエバ・デ・ロス・インファンテス（王子たちの新しい村）という名称で呼ぶように通達を出した。この「王子たち」とはエンリーケ・デ・トラスタマラと彼の兄弟たちを暗示している。
ビジャヌエバ・デ・ロス・インファンテスはその人口も増え、1573年スペイン王フェリーペ2世によってカンポ･デ・モンティエル地区（Campo de Montiel）の首都に宣せられ、地区政府と小教区が設けられた。そして、トマス・デ・ビジャヌエバ（Tomás de Villanueva）、バルトロメ・ヒメネス・パトン（Bartolomé Jiménez Patón）やフランシスコ・デ・ケベード、ミゲル・デ・セルバンテス、ロペ・デ・ベガなどによってビジャヌエバ・デ・ロス・インファンテスは文化的、精神的な街として知られるようになった。
スペイン独立戦争では、1810年1月1日から2年近くもの間フランス軍に占領された。1812年7月25日ラ・マンチャ県（Provincia de La Mancha）地方評議会（Junta）はマジョール広場にてスペイン初の憲法であるスペイン1812年憲法への宣誓を行った。
1834年には地区政府が、そして1875年には小教区が廃止されると人口が減少し始めた。1895年摂政マリア・クリスティーナによって市の称号（el título de ciudad）が与えられた。そして1974年には歴史的美術的保存地区（Conjunto Histórico-Artístico）に指定された。

## 政治
自治体首長はカスティーリャ＝ラ・マンチャ国民党（Partido Popular de Castilla-La Mancha、PPCLM）のカルメン・マリア・モンタルバン・マルティネス（Carmen María Montalbán Martínez）で、自治体評議員は、カスティーリャ＝ラ・マンチャ国民党：5、カスティーリャ＝ラ・マンチャ社会党（Partido Socialista de Castilla-La Mancha、PSCM-PSOE）：5となっている（2023年5月28日の自治体選挙結果、得票順）。
| 1999年6月13日自治体選挙 |        |        |          |
| 政党                    | 得票数 | 得票率 | 獲得議席 |
| PSOE                    | 1,330  | 37.60% | 6        |
| PP                      | 1,079  | 30.51% | 4        |
| ICI                     | 745    | 21.06% | 3        |
| IU                      | 186    | 5.26%  | 0        |
| APIN                    | 163    | 4.61%  | 0        |

| 2003年5月25日自治体選挙 |        |        |          |
| 政党                    | 得票数 | 得票率 | 獲得議席 |
| PSOE                    | 2,029  | 58.91% | 8        |
| PP                      | 884    | 25.67% | 3        |
| ICI                     | 456    | 13.24% | 2        |

| 2007年5月27日自治体選挙 |        |        |          |
| 政党                    | 得票数 | 得票率 | 獲得議席 |
| PP                      | 1,751  | 54.36% | 7        |
| PSOE                    | 1,385  | 43.00% | 6        |

| 2011年5月22日自治体選挙 |        |        |          |
| 政党                    | 得票数 | 得票率 | 獲得議席 |
| PP                      | 1,680  | 52.68% | 7        |
| PSOE                    | 1,421  | 44.56% | 6        |

### 司法行政
ビジャヌエバ・デ・ロス・インファンテスはビジャヌエバ・デ・ロス・インファンテス司法管轄区に属し、同管轄区の中心自治体である。

## 名所・史跡
『ドン・キホーテ』の作者ミゲル・デ・セルバンテスはドン・キホーテの故郷のモデルとなった村を明確にしておらず、シウダー・レアル県アルガマシーリャ・デ・アルバが有力であるとされていた。しかし、マドリード・コンプルテンセ大学を中心とする研究グループは、会話に登場する場所や登場人物の歩行速度などを詳細に分析し、2004年12月にビジャヌエバ・デ・ロス・インファンテスがモデルであるとする新説を打ち出した。ビジャヌエバ・デ・ロス・インファンテスの観光客は急増し、2005年には最初の3か月間だけで前年の総観光客数4万人を上回った。2005年には中央広場にドン・キホーテと従者サンチョ・パンサの銅像が設置され、観光客向けの記念撮影スポットとなっている。